# مجلس الوزراء السوداني
مجلس الوزراء السوداني هو المجلس الأعلى للحكم بجمهورية السودان، ويعتبر أعلى سلطة تنفيذية بالبلاد، ما زال المنصب شاغرًا بعد استقالة عبد الله حمدوك ونائبه (لم يحدد بعد) ونائبه الثاني (لم يحدد بعد) يرأس الأول المجلس في حالة غياب رئيس الوزراء ويرأس الثاني المجلس في حالة غياب رئيس الوزراء ونائبه الأول.
يجوز لمجلس الوزراء السوداني الانتقال بجلساته عقدها في أي ولاية من ولايات البلاد 18، ولكن لا تصبح قرارات المجلس سارية المفعول قبل عرضها على البرلمان السوداني للموافقة عليها وإجازتها، وتؤول سلطات هذا البرلمان مؤقتا لاجتماع بين مجلسي السيادة والوزراء إلى حين تشكيله حسب ما ورد في الوثيقة الدستورية الموقع عليها في الـ17 من أغسطس 2019 بين المجلس العسكري الانتقالي وقوى الحرية والتغيير بعد الثورة الوطنية السلمية التي أطاحت بحكم الإنقاذ.
يراقب المجلس التشريعي أداء مجلس الوزراء ويقيمه، ويجوز له استدعاء وزراءه وحجب الثقة عنهم.

## التشكيل الوزاري الجديد
أعلن رئيس الوزراء السوداني، عبد الله حمدوك، تشكيل الحكومة الجديدة التي شملت حتى الآن 18 وزيراً من أصل 20، و6 وزراء دولة، على أن تحسم حقيبتا الثروة الحيوانية والبنية التحتية والنقل لاحقاً.
وستعمل الحكومة، وهي الأولى منذ الإطاحة بنظام عمر البشير في أبريل الماضي، على تحقيق السلام الشامل، والخروج بالسودان من الأزمة الاقتصادية الطاحنة التي كانت سبباً رئيسياً في قيام ثورة ديسمبر 2018.
وكان التشكيل الوزاري كالآتي:
-  وزارة شؤون مجلس الوزراء: عمر مانيس.
- وزارة الخارجية: أسماء محمد عبد الله.
- وزارة الدفاع: الفريق أول جمال عمر.
- وزارة الداخلية: الفريق شرطة إدريس الطريفي.
- وزارة المالية والتخطيط الاقتصادي: إبراهيم أحمد البدوي.
- وزارة العدل: نصر الدين عبد الباري.
- وزارة الحكم الاتحادي: يوسف آدم الضي.
- وزارة الثقافة والإعلام: فيصل محمد صالح.
- وزارة التربية والتعليم: محمد الأمين التوم.
- وزارة التعليم العالي: انتصار الزين.
- وزارة الصحة: أكرم علي التوم.
- وزارة الشؤون الدينية والأوقاف: نصر الدين مفرح.
- وزارة العمل والتنمية الاجتماعية: لينا الشيخ محجوب.
- وزارة التجارة والصناعة: مدني عباس مدني.
- وزارة الزراعة والموارد الطبيعية: عيسى عثمان شريف.
- وزارة الري والموارد المائية: ياسر عباس محمد علي.
- وزارة الطاقة والتعدين: عادل علي إبراهيم.
- وزارة الثروة الحيوانية: علم الدين عبد الله.
- وزارة البنى التحتية والنقل: هاشم طاهر.
- وزارة الشباب والرياضة: ولاء عصام البوشي.

## روابط خارجية
الموقع الرسمي لمجلس الوزارء السوداني